# Pavillon en bois (Vesoul)
Le pavillon en bois, également appelé chalet en bois du collège Gérôme ou même Le petit lycée est un édifice situé au centre de la ville de Vesoul.
Construit en 1937 à l'initiative de l'homme politique André Liautey pour accueillir les classes enfantines, le pavillon de 300 m2 a été racheté par la municipalité en 2021. Il est alors indiqué comme étant en mauvais état.
Le bâtiment est inscrit au titre des monuments historiques par arrêté du 18 décembre 2023. Il est situé 5 rue Beauchamp, à proximité du collège Gérôme et de la maison d'arrêt de Vesoul.